# Blan
Blan est une commune française, située dans le sud du département du Tarn, en région Occitanie. Blan est une commune rurale qui compte 1 101 habitants (2021), elle fait partie de l'arrondissement de Castres, et de l'aire-d'attraction de Revel.
Sur le plan historique et culturel, la commune de Blan est dans le Lauragais, l'ancien « Pays de Cocagne », lié à la fois à la culture du pastel et à l’abondance des productions, et de « grenier à blé du Languedoc ».
Les habitants de la commune de Blan sont appelés les Blannais ou  Blannaises.
Exposée à un climat océanique altéré, elle est drainée par le Sor, le ruisseau d'Aygo-Pesado, le ruisseau de Caudiès, le ruisseau du Dourdou et par divers autres petits cours d'eau.

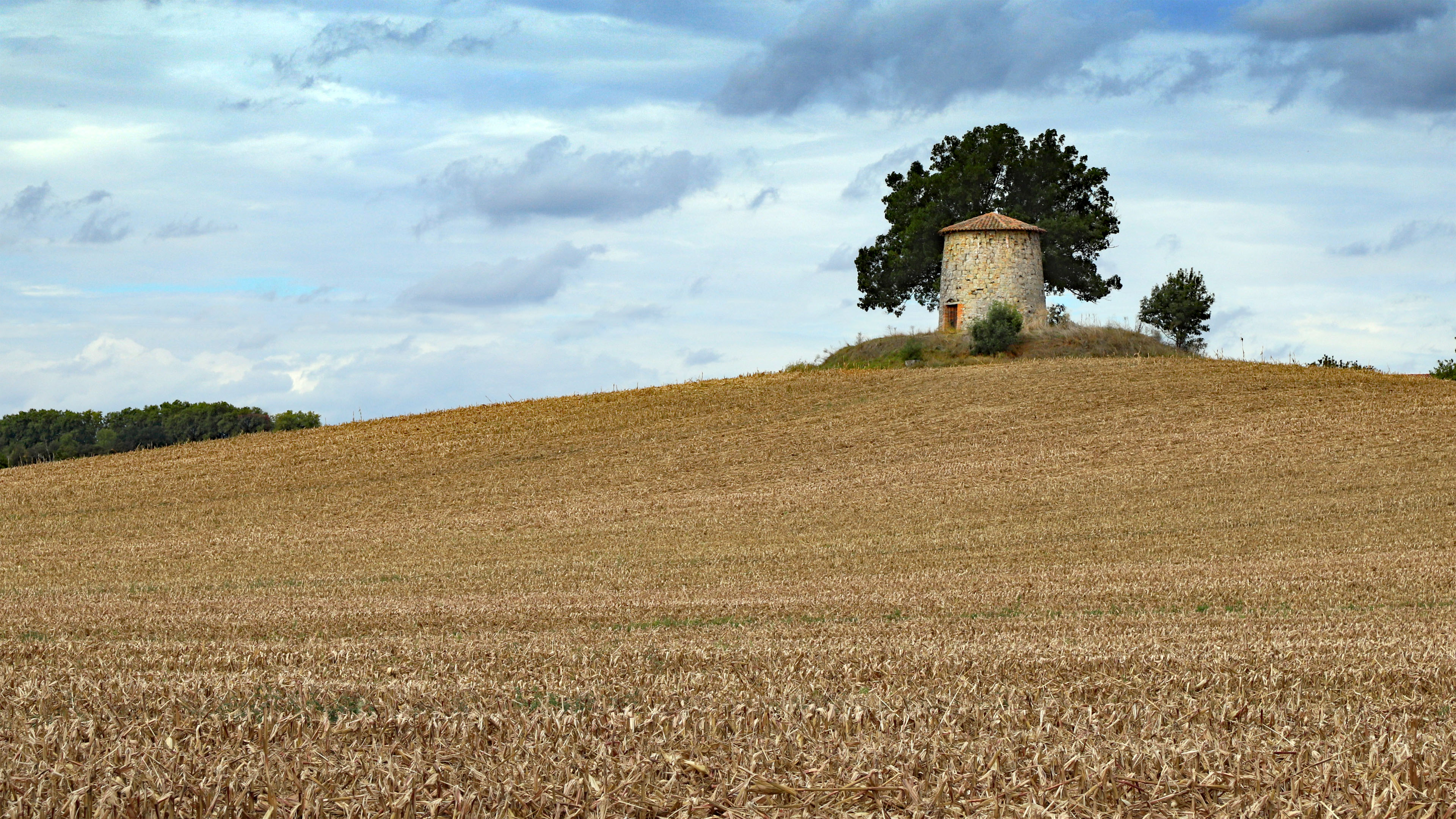
Moulin de Lamothe

## Géographie

### Localisation
La commune est limitrophe du département de la Haute-Garonne et elle est située entre Puylaurens et Revel.
Elle est située au nord de la montagne Noire, sur le Sor.

### Communes limitrophes
|            | Puylaurens            |                         |
| Poudis     | Blan                  | Lempaut                 |
| Palleville | Revel (Haute-Garonne) | Lagardiolle, Belleserre |

### Voies de communication et transports
La ligne 767 du réseau régional liO relie la commune à Castres et à Revel.

### Hydrographie
La commune est dans le bassin de la Garonne, au sein du bassin hydrographique Adour-Garonne. Elle est drainée par le Sor, le ruisseau d'Aygo-Pesado, le ruisseau de Caudiès, le ruisseau du Dourdou, le ruisseau de Rieutort et par divers petits cours d'eau, qui constituent un réseau hydrographique de 24 km de longueur totale,.
Le Sor, d'une longueur totale de 60,9 km, prend sa source dans la commune d'Arfons et s'écoule du nord-est au sud-ouest puis se réoriente au nord-ouest puis au nord. Il traverse la commune et se jette dans l'Agout à Sémalens, après avoir traversé 16 communes.
Le ruisseau d'Aygo-Pesado, d'une longueur totale de 12,2 km, prend sa source dans la commune de Sorèze et s'écoule du sud-est vers le nord-ouest puis vers le nord. Il traverse la commune et se jette dans le Sor sur le territoire communal, après avoir traversé 3 communes.

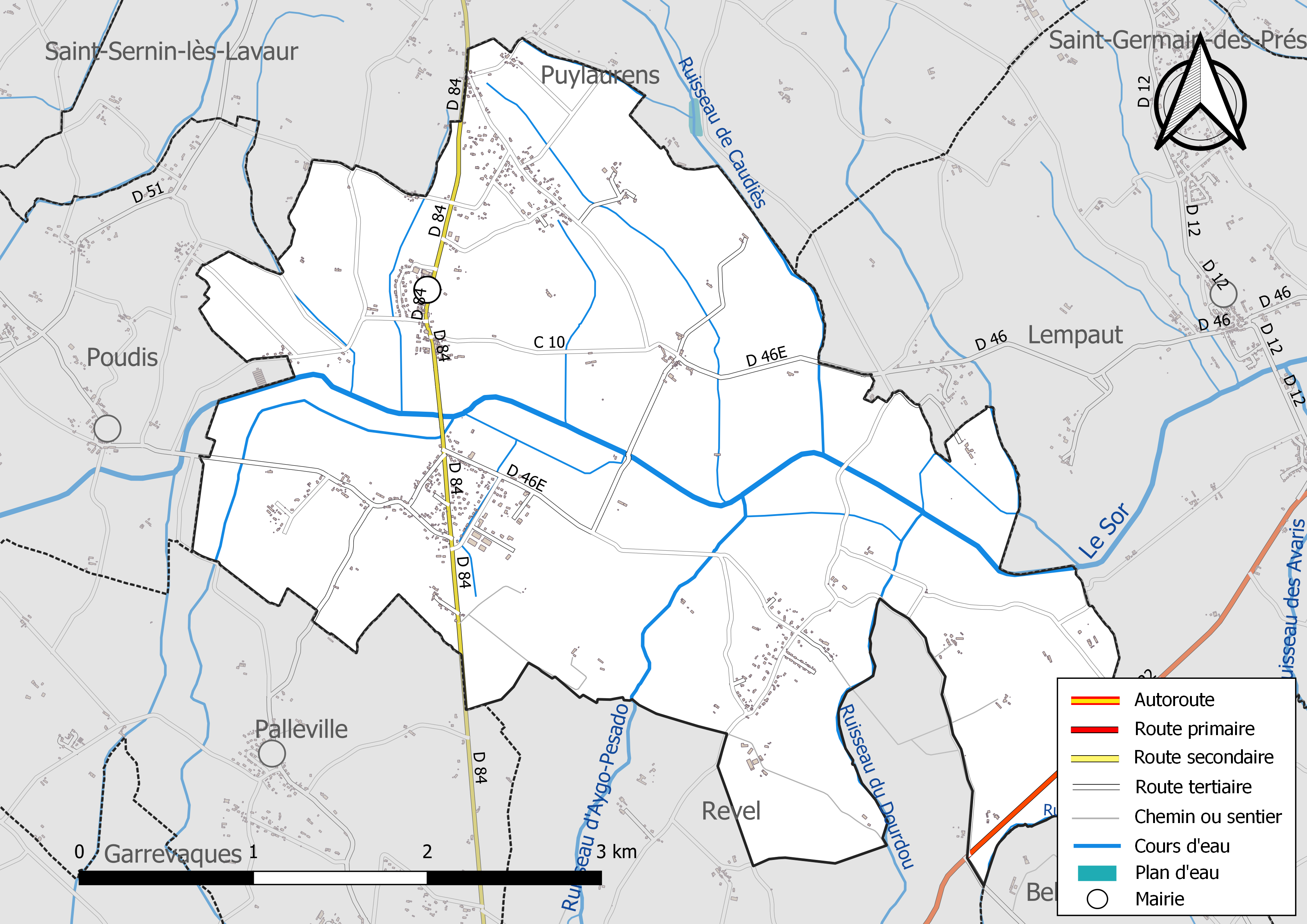
Réseaux hydrographique et routier de Blan.

### Climat
Pour des articles plus généraux, voir Climat de l'Occitanie et Climat du Tarn.
En 2010, le climat de la commune est de type climat du Bassin du Sud-Ouest, selon une étude du Centre national de la recherche scientifique s'appuyant sur une série de données couvrant la période 1971-2000. En 2020, Météo-France publie une typologie des climats de la France métropolitaine dans laquelle la commune est exposée à un climat océanique altéré et est dans la région climatique Aquitaine, Gascogne, caractérisée par une pluviométrie abondante au printemps, modérée en automne, un faible ensoleillement au printemps, un été chaud (19,5 °C), des vents faibles, des brouillards fréquents en automne et en hiver et des orages fréquents en été (15 à 20 jours).
Pour la période 1971-2000, la température annuelle moyenne est de 13,1 °C, avec une amplitude thermique annuelle de 15,8 °C. Le cumul annuel moyen de précipitations est de 774 mm, avec 9,4 jours de précipitations en janvier et 5,1 jours en juillet. Pour la période 1991-2020, la température moyenne annuelle observée sur la station météorologique de Météo-France la plus proche, « Puylaurens », sur la commune de Puylaurens à 5 km à vol d'oiseau, est de 14,4 °C et le cumul annuel moyen de précipitations est de 782,0 mm. 
La température maximale relevée sur cette station est de 42,5 °C, atteinte le 13 août 2003 ; la température minimale est de −16,5 °C, atteinte le 16 janvier 1985,,.
Les paramètres climatiques de la commune ont été estimés pour le milieu du siècle (2041-2070) selon différents scénarios d'émission de gaz à effet de serre à partir des nouvelles projections climatiques de référence DRIAS-2020. Ils sont consultables sur un site dédié publié par Météo-France en novembre 2022.

### Milieux naturels et biodiversité
Aucun espace naturel présentant un intérêt patrimonial n'est recensé sur la commune dans l'inventaire national du patrimoine naturel,,.

## Urbanisme

### Typologie
Au 1er janvier 2024, Blan est catégorisée commune rurale à habitat dispersé, selon la nouvelle grille communale de densité à sept niveaux définie par l'Insee en 2022.
Elle est située hors unité urbaine. Par ailleurs la commune fait partie de l'aire d'attraction de Revel, dont elle est une commune de la couronne,. Cette aire, qui regroupe 16 communes, est catégorisée dans les aires de moins de 50 000 habitants,.

### Occupation des sols
L'occupation des sols de la commune, telle qu'elle ressort de la base de données européenne d’occupation biophysique des sols Corine Land Cover (CLC), est marquée par l'importance des territoires agricoles (96 % en 2018), en diminution par rapport à 1990 (100 %). La répartition détaillée en 2018 est la suivante : 
terres arables (83,5 %), zones agricoles hétérogènes (12,5 %), zones urbanisées (4 %). L'évolution de l’occupation des sols de la commune et de ses infrastructures peut être observée sur les différentes représentations cartographiques du territoire : la carte de Cassini (XVIIIe siècle), la carte d'état-major (1820-1866) et les cartes ou photos aériennes de l'IGN pour la période actuelle (1950 à aujourd'hui).

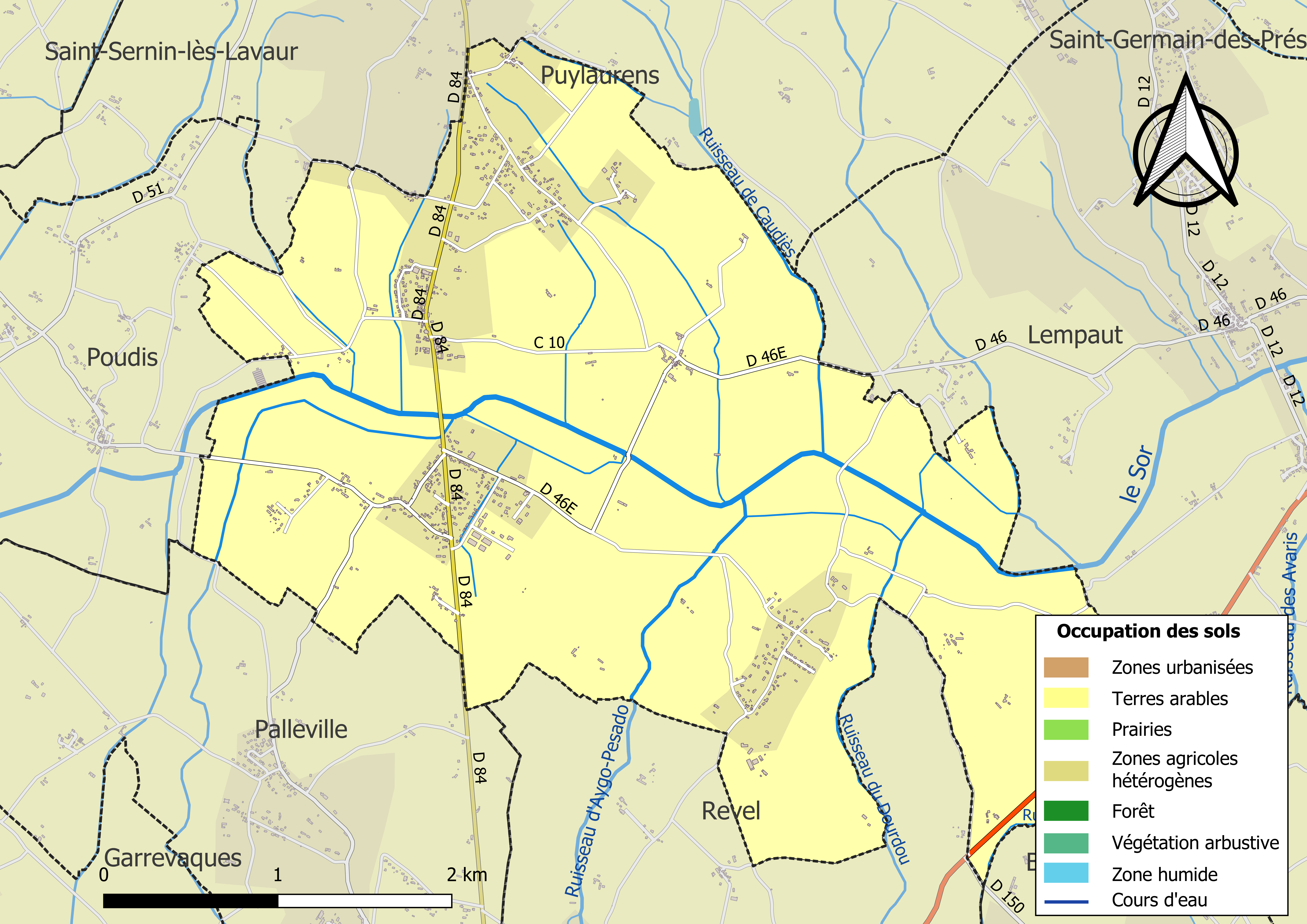
Carte des infrastructures et de l'occupation des sols de la commune en 2018 (CLC).

### Risques majeurs
Le territoire de la commune de Blan est vulnérable à différents aléas naturels : météorologiques (tempête, orage, neige, grand froid, canicule ou sécheresse), inondations, mouvements de terrains et séisme (sismicité très faible). Il est également exposé à deux risques technologiques,  le transport de matières dangereuses et la rupture d'un barrage. Un site publié par le BRGM permet d'évaluer simplement et rapidement les risques d'un bien localisé soit par son adresse soit par le numéro de sa parcelle.

#### Risques naturels
Certaines parties du territoire communal sont susceptibles d’être affectées par le risque d’inondation par débordement de cours d'eau, notamment le Sor et le ruisseau d'Aygo-Pesado. La cartographie des zones inondables en ex-Midi-Pyrénées réalisée dans le cadre du XIe Contrat de plan État-région, visant à informer les citoyens et les décideurs sur le risque d’inondation, est accessible sur le site de la DREAL Occitanie. La commune a été reconnue en état de catastrophe naturelle au titre des dommages causés par les inondations et coulées de boue survenues en 1982, 1992, 1996 et 2000,.
Blan est exposée au risque de feu de forêt. En 2022, il n'existe pas de Plan de Prévention des Risques incendie de forêt (PPRif). Le débroussaillement aux abords des maisons constitue l’une des meilleures protections pour les particuliers contre le feu,.

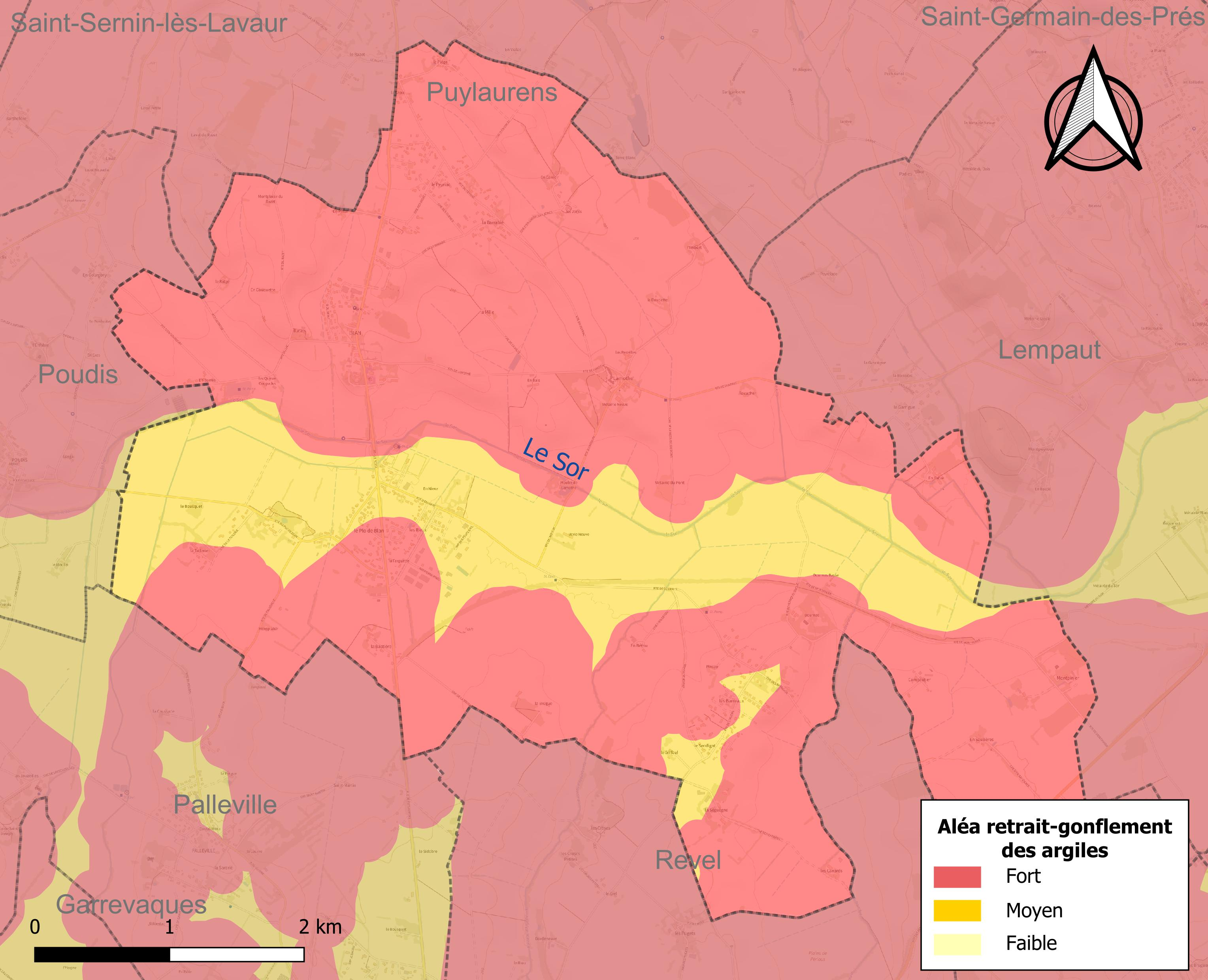
Carte des zones d'aléa retrait-gonflement des sols argileux de Blan.

La commune est vulnérable au risque de mouvements de terrains constitué principalement du retrait-gonflement des sols argileux. Cet aléa est susceptible d'engendrer des dommages importants aux bâtiments en cas d’alternance de périodes de sécheresse et de pluie. La totalité de la commune est en aléa moyen ou fort (76,3 % au niveau départemental et 48,5 % au niveau national). Sur les 427 bâtiments dénombrés sur la commune en 2019, 427 sont en aléa moyen ou fort, soit 100 %, à comparer aux 90 % au niveau départemental et 54 % au niveau national. Une cartographie de l'exposition du territoire national au retrait gonflement des sols argileux est disponible sur le site du BRGM,.
Par ailleurs, afin de mieux appréhender le risque d’affaissement de terrain, l'inventaire national des cavités souterraines permet de localiser celles situées sur la commune.

#### Risques technologiques
Le risque de transport de matières dangereuses sur la commune est lié à sa traversée par des infrastructures routières ou ferroviaires importantes ou la présence d'une canalisation de transport d'hydrocarbures. Un accident se produisant sur de telles infrastructures est susceptible d’avoir des effets graves sur les biens, les personnes ou l'environnement, selon la nature du matériau transporté. Des dispositions d’urbanisme peuvent être préconisées en conséquence.
La commune est en outre située en aval d'un barrage de classe A. À ce titre elle est susceptible d’être touchée par l’onde de submersion consécutive à la rupture de cet ouvrage.

## Histoire

### Héraldique
| Blan | Son blasonnement est : D'or au chevron rompu d'azur. |

## Politique et administration

### Liste des maires
| Période                                  | Période  | Identité               | Étiquette | Qualité                                                |
| ---------------------------------------- | -------- | ---------------------- | --------- | ------------------------------------------------------ |
| 1977                                     | 2001     | Louis Latger           | RPR       | Conseiller général du canton de Puylaurens (1994-2001) |
| mars 2001                                | 2008     | Martine Languillon     |           |                                                        |
| mars 2008                                | mai 2020 | Jean Claude De Bortoli | PCF       |                                                        |
| Les données manquantes sont à compléter. |          |                        |           |                                                        |

## Démographie
| 1793 | 1800 | 1806 | 1821 | 1831 | 1836 | 1841 | 1846 | 1851 |
| ---- | ---- | ---- | ---- | ---- | ---- | ---- | ---- | ---- |
| 238  | 273  | 223  | 265  | 771  | 820  | 812  | 859  | 884  |

| 1856 | 1861 | 1866 | 1872 | 1876 | 1881 | 1886 | 1891 | 1896 |
| ---- | ---- | ---- | ---- | ---- | ---- | ---- | ---- | ---- |
| 807  | 829  | 783  | 760  | 747  | 700  | 712  | 654  | 686  |

| 1901 | 1906 | 1911 | 1921 | 1926 | 1931 | 1936 | 1946 | 1954 |
| ---- | ---- | ---- | ---- | ---- | ---- | ---- | ---- | ---- |
| 644  | 628  | 605  | 536  | 521  | 501  | 504  | 461  | 458  |

| 1962 | 1968 | 1975 | 1982 | 1990 | 1999 | 2006 | 2011  | 2016  |
| ---- | ---- | ---- | ---- | ---- | ---- | ---- | ----- | ----- |
| 414  | 434  | 515  | 608  | 737  | 749  | 875  | 1 126 | 1 121 |

| 2021  | 2022  | - | - | - | - | - | - | - |
| ----- | ----- | - | - | - | - | - | - | - |
| 1 112 | 1 101 | - | - | - | - | - | - | - |

## Économie

### Revenus
En 2018, la commune compte 407 ménages fiscaux, regroupant 1 001 personnes. La médiane du revenu disponible par unité de consommation est de 20 200 € (20 400 € dans le département).

### Emploi
|                | 2008   | 2013  | 2018  |
| -------------- | ------ | ----- | ----- |
| Commune        | 10,7 % | 8,7 % | 9,1 % |
| Département    | 8,2 %  | 9,9 % | 10 %  |
| France entière | 8,3 %  | 10 %  | 10 %  |

En 2018, la population âgée de 15 à 64 ans s'élève à 685 personnes, parmi lesquelles on compte 77 % d'actifs (67,9 % ayant un emploi et 9,1 % de chômeurs) et 23 % d'inactifs,. En  2018, le taux de chômage communal (au sens du recensement) des 15-64 ans est inférieur à celui de la France et du département, alors qu'en 2008 la situation était inverse.
La commune fait partie de la couronne de l'aire d'attraction de Revel, du fait qu'au moins 15 % des actifs travaillent dans le pôle,. Elle compte 210 emplois en 2018, contre 205 en 2013 et 195 en 2008. Le nombre d'actifs ayant un emploi résidant dans la commune est de 467, soit un indicateur de concentration d'emploi de 44,9 % et un taux d'activité parmi les 15 ans ou plus de 58,5 %.
Sur ces 467 actifs de 15 ans ou plus ayant un emploi, 84 travaillent dans la commune, soit 18 % des habitants. Pour se rendre au travail, 92,3 % des habitants utilisent un véhicule personnel ou de fonction à quatre roues, 1,3 % les transports en commun, 1,2 % s'y rendent en deux-roues, à vélo ou à pied et 5,2 % n'ont pas besoin de transport (travail au domicile).

### Activités hors agriculture

#### Secteurs d'activités
75 établissements sont implantés  à Blan au 31 décembre 2019. Le tableau ci-dessous en détaille le nombre par secteur d'activité et compare les ratios avec ceux du département,.
| Secteur d'activité                                                                                        | Commune | Commune | Département |
| Secteur d'activité                                                                                        | Nombre  | %       | %           |
| --- | ------- | ------- | ----------- |
| Ensemble                                                                                                  | 75      | 100 %   | (100 %)     |
| Industrie manufacturière, industries extractives et autres                                                | 8       | 10,7 %  | (13 %)      |
| Construction                                                                                              | 13      | 17,3 %  | (12,5 %)    |
| Commerce de gros et de détail, transports, hébergement et restauration                                    | 19      | 25,3 %  | (26,7 %)    |
| Information et communication                                                                              | 6       | 8 %     | (2,1 %)     |
| Activités financières et d'assurance                                                                      | 1       | 1,3 %   | (3,3 %)     |
| Activités immobilières                                                                                    | 1       | 1,3 %   | (4,2 %)     |
| Activités spécialisées, scientifiques et techniques et activités de services administratifs et de soutien | 13      | 17,3 %  | (13,8 %)    |
| Administration publique, enseignement, santé humaine et action sociale                                    | 6       | 8 %     | (15,5 %)    |
| Autres activités de services                                                                              | 8       | 10,7 %  | (9 %)       |

Le secteur du commerce de gros et de détail, des transports, de l'hébergement et de la restauration est prépondérant sur la commune puisqu'il représente 25,3 % du nombre total d'établissements de la commune (19 sur les 75 entreprises implantées  à Blan), contre 26,7 % au niveau départemental.

#### Entreprises et commerces
Les cinq entreprises ayant leur siège social sur le territoire communal qui génèrent le plus de chiffre d'affaires en 2020 sont : 
- Archibald Numeridoc, traitement de données, hébergement et activités connexes (1 062 k€)
- Archibald European Archives, autres activités de soutien aux entreprises n.c.a. (812 k€)
- SARL De Bortoli Et Fils, travaux de menuiserie bois et PVC (758 k€)
- Groupe Archibald, activités des sièges sociaux (435 k€)
- Editions De Ranchin, autres activités d'édition (9 k€)

### Agriculture
La commune est dans le Lauragais tarnais, une petite région agricole située dans le sud-ouest du département du Tarn. En 2020, l'orientation technico-économique de l'agriculture  sur la commune est la polyculture et/ou le polyélevage. 
|               | 1988 | 2000 | 2010 | 2020  |
| ------------- | ---- | ---- | ---- | ----- |
| Exploitations | 27   | 17   | 14   | 13    |
| SAU (ha)      | 974  | 817  | 946  | 1 094 |

Le nombre d'exploitations agricoles en activité et ayant leur siège dans la commune est passé de 27 lors du recensement agricole de 1988  à 17 en 2000 puis à 14 en 2010 et enfin à 13 en 2020, soit une baisse de 52 % en 32 ans. Le même mouvement est observé à l'échelle du département qui a perdu pendant cette période 58 % de ses exploitations,. La surface agricole utilisée sur la commune a quant à elle augmenté, passant de 974 ha en 1988 à 1094 ha en 2020. Parallèlement la surface agricole utilisée moyenne par exploitation a augmenté, passant de 36 à 84 ha.

## Culture locale et patrimoine

### Lieux et monuments
- Église Notre-Dame de Blan.

### Personnalités liées à la commune
- Emmanuel de Las Cases (comte de las cases), né le 21 juin 1766 à Blan, au château de Las Cases, à l'époque dans la paroisse de Lamothe, lieu-dit Belleserre. Il est l'auteur de la relation des réflexions et des mémoires de Napoléon Bonaparte, qu'il accompagnait dans son exil : le Mémorial de Sainte-Hélène.
- Georges Polny, est un footballeur professionnel, né le 3 février 1943 à Blan. Formé au club de l'US Labruguière (Tarn), il est ensuite repéré par l'AS Saint-Étienne, ses qualités physiques et sa volonté de combattant sur le terrain ont fait de lui l'un des piliers de la défense stéphanoise dans les années 1960 à 1970. Il a notamment remporté cinq Championnats de France et deux Coupes de France avec les Verts, et dispute régulièrement des matchs de Coupe d'Europe des clubs champions.

## Pour approfondir